# Plagiognathus dispar
Plagiognathus dispar är en insektsart som beskrevs av Knight 1923. Plagiognathus dispar ingår i släktet Plagiognathus och familjen ängsskinnbaggar. Inga underarter finns listade i Catalogue of Life.